# 板桥镇 (重庆市)
板桥镇，是中华人民共和国重庆市永川区下辖的一个乡镇级行政单位。

## 行政区划
板桥镇下辖以下地区：
板桥社区、大坪村、柳溪村、高洞子村、凉风垭村、欧家坝村、本尊村、通明村、龙门滩村、新桥村、古佛村和汪家岩村。